# Oplodí

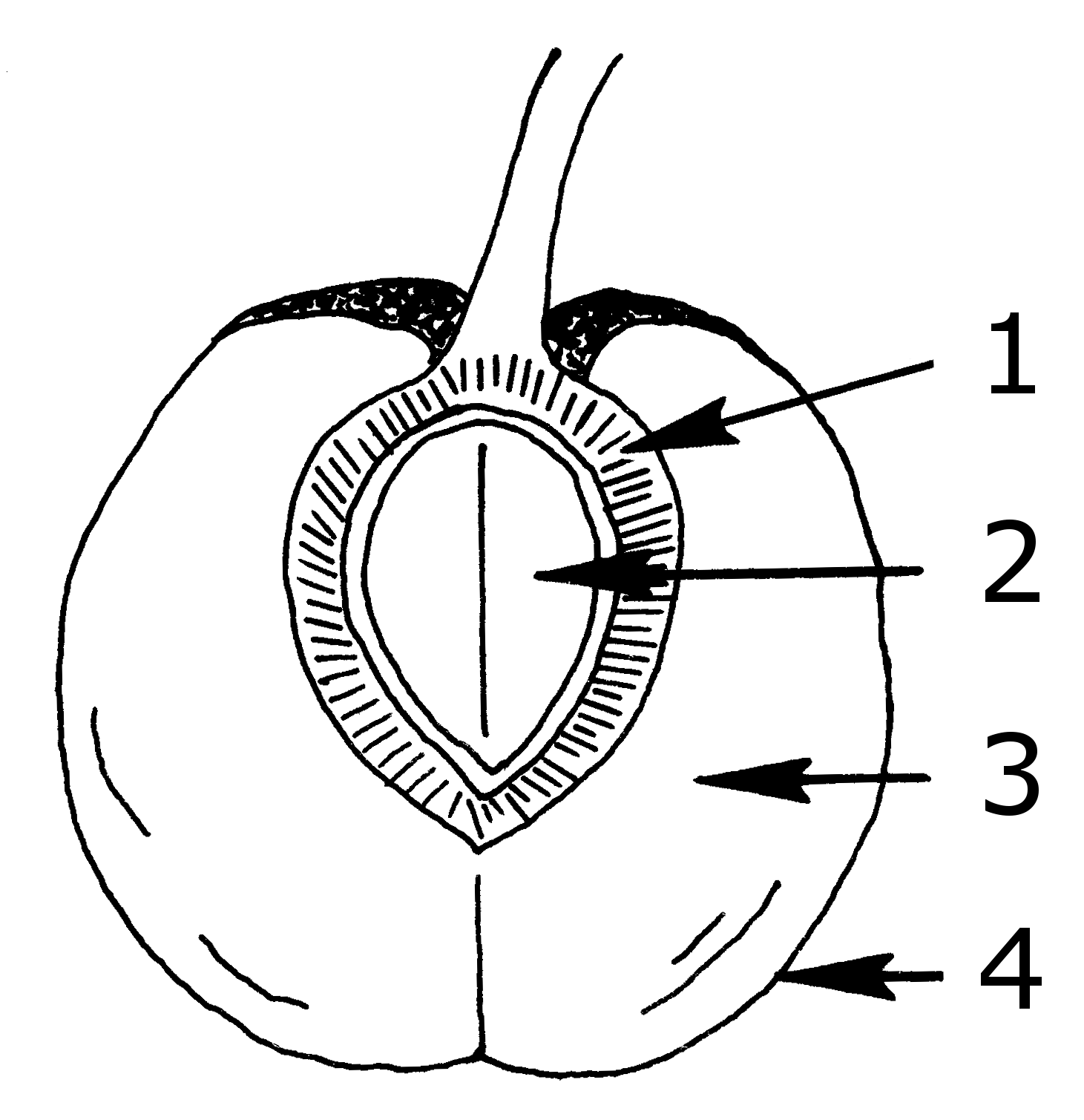
Nákres peckovice:
1. endokarp (pecka), 2. semeno, 3. mezokarp (dužnina) a 4. exokarp (slupka)

Oplodí (perikarp) je pletivo plodu vyvíjející se ze stěny semeníku. U suchých plodů bývá jednolité, u dužnatých sestává z několika odlišných vrstev. Zpravidla se rozlišuje vnější vrstva (exokarp či epikarp), střední vrstva (mezokarp) a vnitřní vrstva (endokarp). Všechny tři vrstvy jsou dobře vyvinuty u peckovice. Tvrdá pecka představuje endokarp, dužnina je mezokarp a slupka je exokarp. U bobule chybí tvrdý endokarp, respektive má stejnou strukturu jako mezokarp a splývá s ním. U citrusů se exokarp dále dělí na bílé albedo a barevné flavedo na povrchu.
Oplodí nepravých plodů se částečně formuje z jiných květních částí, než je semeník, např. z češule, květních obalů, květního lůžka nebo stopky. Příkladem takových plodů je malvice, šípky růží apod.